# 小林浅三郎
小林 浅三郎（こばやし あささぶろう、1891年（明治24年）4月1日 - 1974年（昭和49年）3月7日）は、日本の陸軍軍人。最終階級は陸軍中将。

## 経歴
兵庫県出身。農業・小林荘助の三男として生れる。鳳鳴中学校卒を経て、1912年（明治45年）5月、陸軍士官学校（24期）を卒業。同年12月、陸軍歩兵少尉に任官し歩兵第70連隊付となる。陸士生徒隊付などを経て1922年（大正11年）11月、陸軍大学校（34期）を卒業。
1923年（大正12年）1月、歩兵第70連隊中隊長に就任。陸軍歩兵学校教官を経て、1927年（昭和2年）3月から1929年（昭和4年）6月までイギリスに駐在。この間、1927年12月、歩兵少佐に昇進した。1929年8月、歩兵学校教官となり、教育総監部課員に転じ、1931年（昭和6年）8月、歩兵中佐に進級。1933年（昭和8年）8月、秩父宮雍仁親王付武官に就任。1935年（昭和10年）8月、歩兵大佐に昇進し歩兵学校教官となる。1936年（昭和11年）8月、近衛師団参謀長に発令され、歩兵第3連隊長を経て、1938年（昭和13年）11月、陸軍少将に進級し第12軍参謀長に着任、日中戦争に出征。
1939年（昭和14年）12月、教育総監部第1部長に転じ、歩兵学校長、第4軍参謀長を歴任。1941年（昭和16年）8月、陸軍中将に進み、同年12月、防衛総参謀長に就任し太平洋戦争を迎えた。1943年（昭和18年）6月、第30師団長に親補され平壌に赴任。1944年（昭和19年）3月、防衛総参謀長に再任。1945年（昭和20年）2月、支那派遣軍総参謀長に異動し南京で終戦を迎えた。1946年（昭和21年）7月に復員。
1947年（昭和22年）11月28日、公職追放仮指定を受けた。

## 栄典
- 1913年（大正2年）2月20日 - 正八位[2]

## 親族
- 息子 小林秀樹（陸軍少佐）
- 息子 小林卓樹（陸軍中尉）
- 義父 北山弥三郎（陸軍少将）